# Jan Teijssen
Johannes Lambertus Petrus Maria (Jan) Teijssen (Deest, 25 mei 1910 - Waalwijk, 19 juli 1980) was een Nederlandse politicus. Hij was voor de Katholieke Volkspartij (KVP) 22 jaar lid van de Eerste Kamer, waarvan drie jaar als fractievoorzitter. Teijssen was burgemeester van Oudenbosch en Waalwijk en waarnemend burgemeester van Standdaarbuiten. Tevens was hij gedurende 28 jaar lid van de Provinciale Staten van Noord-Brabant.

## Biografie
Teijssen groeide op als zoon van een onderwijzer. Hij begon zijn maatschappelijke carrière als ambtenaar ter secretarie van de Noord-Brabantse gemeente Escharen, van 1928 tot 1930. Vervolgens bekleedde hij van 1930 tot 1934 dezelfde functie in Groesbeek. In de rang van hoofdcommies was hij ambtenaar ter secretarie van Oudenbosch, van 1934 tot 1 mei 1939. Hier was hij tevens waarnemend gemeentesecretaris. Teijssen was er vervolgens gemeentesecretaris van 1 mei 1939 tot 15 juni 1942 en burgemeester van 15 mei 1942 tot 15 maart 1952. Van 10 november 1944 tot 16 januari 1947 was hij waarnemend burgemeester van Standdaarbuiten en van 16 maart 1952 tot 1 juni 1975 was hij burgemeester van Waalwijk.
Teijssen was van 4 maart 1958 tot 19 juli 1980 lid van de Eerste Kamer. Van 17 september 1974 tot 20 september 1977 was hij er fractievoorzitter. Teijssen was er tevens voor de KVP woordvoerder Verkeer en Waterstaat, Binnenlandse Zaken en Justitie en hield zich ook bezig met cultuur. Hij was er van 12 december 1967 tot 10 mei 1971 voorzitter van de vaste commissie voor Verkeer en Waterstaat.
Van 18 september 1974 tot 19 juli 1980 was Teijssen voorzitter van de vaste commissie voor Algemene Zaken en het Huis der Koningin. Hij was lid van Provinciale Staten van Noord-Brabant van 4 juli 1950 tot 7 juni 1978. Omstreeks 1968 was hij er fractievoorzitter.

## Nevenfuncties
- Docent Katholieke Leergangen in Tilburg, omstreeks 1942
- Lid Raad van Commissarissen waterleidingbedrijf West-Noord-Brabant
- Lid Raad van Commissarissen veiling te Oudenbosch
- Voorzitter Algemene Rooms-Katholieke Ambtenarenvereniging (ARKA), afdeling West-Brabant
- Hoofdredacteur ARKA-maandblad
- Voorzitter ARKA (Algemene Rooms-Katholieke Ambtenarenvereniging), omstreeks 1969
- Docent van verschillende cursussen op het gebied van de gemeenteadministratie
- Voorzitter bestuur Intercommunale Ziektekostenverzekering Ambtenaren
- Voorzitter bestuur Brabants Orkest
- Lid Raad van Commissarissen Nederlandse Heidemaatschappij
- Lid Raad van Commissaris N.V. Provinciale Noord-Brabantse Electriciteits Maatschappij
- Lid Raadgevende Interparlementaire Beneluxraad (mei 1962 tot juli 1980)

## Onderscheidingen
- Officier in de Orde van Oranje-Nassau (29 april 1960)
- Ridder in de Orde van de Nederlandse Leeuw (29 april 1969)
- Ridder in de Orde van Sint-Gregorius de Grote
- Commandeur in de Kroonorde van België (1966) (vanwege het Rijn-Scheldeverdrag)

## Privé
Hij trouwde in 1940 en kreeg twee dochters.
- Biografisch Portaal: 54238826
- International Standard Name Identifier: 0000 0003 9671 8414
- Library of Congress Control Number: n2018007054
- Nederlandse Thesaurus van Auteursnamen: 073814156
- Parlement.com: vg09llagcwy8
- Virtual International Authority File: 291755781
- WorldCat: E39PBJdgW6CjVMXmwj3JkFYwYP